# Анрио, Франсуа
Франсуа́ Анрио́ (фр. François Hanriot; 3 декабря 1759 года, Нантер — 28 июля 1794 года, Париж) — французский революционер, главнокомандующий национальной гвардии Парижа после восстания 31 мая — 2 июня 1793 года до термидорианского переворота 27 июля 1794 года. После восстания Парижской Коммуны 9 термидора в поддержку арестованных робеспьеристов объявлен Конвентом вне закона и казнён без суда и следствия на следующий день, 10 термидора (28 июля 1794 года). Его именем названа одна из улиц его родного Нантера (фр. rue François Hanriot).

## Происхождение
Из семьи бедных крестьян в услужении у парижского буржуа по имени Жюдре (фр. Juderet).Отец  Эдме Анрио (фр. Edme Hanriot) умер 16 Ноября 1787 года в возрасте 72 лет, мать Маргарет Давуан (фр. Marguerite Davoine). Старшая сестра, Мари-Сесиль (фр. Marie-Cécile), родилась в 1753 году. Выучился грамоте, хотя нет никаких свидетельств, что он учился в приходской школе, что позволило ему работать вначале в Париже посыльным у нотариуса. В 1789 году Анрио работает клерком на одной из налоговых застав Парижа ( фр. Paris octroi). Во время бунта 12-13 июля 1789 года в Париже, привёдшего к взятию Бастилии, присоединился к восставшим. Участвовал в уничтожении налоговых документов, за что был временно арестован; освобождён в 1790 году благодаря кампании Марата в прессе  в защиту арестованных.

## Первые годы революции
В 1790 Париж был разделен на 48 секций, которые составили 48 революционных нервных центров Парижа. Анрио принадлежал к 47-й секции, Ботанического сада (фр. Jardin des Plantes), прилегающей к набережной Сены. После 10 августа 1792 года эта секция стала называться секцией Санкюлотов (фр. sans-culottes).
20 июня 1791 года и король Людовик XVI бежал с семьей из Тюильри. Это событие как громом поразило и Национальное собрание, и муниципалитет, и все население столицы. События этих дней получили название «Вареннский кризис». Очевидная для всех измена короля породила острый политический кризис. Продолжала набирать обороты идея об отмене монархии и установлении республиканского режима. Клуб кордельеров возглавили движение народных масс, настаивавших на отречении «короля-изменника» от власти.
Алтарь Отечества на Марсовом поле сделался театром народных манифестаций. Кордельеры развернули агитацию против этой политики Учредительного Собрания. Они составили петицию, призывавшую не подчиняться незаконной власти короля-изменника. Руководство движением оставалось в руках кордельеров — Эбера, Бонвиля, Шомета, Коффиналя, Моморо. По их предложению тут же, на «алтаре отечества», была составлена петиция 17 июля 1791 г. на Марсовом поле. Хотя она и не упоминала прямо о республике, но по существу своему она носила безусловно республиканский характер. Подписалось под ней более 6 тысяч человек, в том числе Франсуа Анрио, — Шомет, Эбер, Анрио, Коффиналь, что свидетельствует, что Анрио является активным членом клуба Кордельеров.. После того, как безуспешно были сделаны несколько предупредительных выстрелов, национальные гвардейцы открыли огонь прямо в толпу. Около 50 человек было убито и сотни ранено. Впервые одна часть третьего сословия выступила с оружием в руках против другой его части.
8 декабря 1793 года, Анрио, будучи главнокомандующим национальной гвардии, ссылаясь на события 17 июля 1791 года, объявит в Парижской Коммуне: «Я никогда не буду применять военную силу против народа; не штыки должно использовать для обеспечения законов, но оружие разума» (фр. «Je ne commanderai jamais la force armée contre le peuple ; ce ne sont pas des baïonnettes dont on doit se servir pour faire exécuter des arrêtés, mais bien des armes de la raison»).
В 1792 году Франсуа Анрио, к этому времени капитан батальона национальной гвардии секции Ботанического сада, участвует в восстании 10 августа 1792 года, приведшем к свержению монархии. Обвинялся противниками в активном участии в Сентябрьских убийств, хотя его имени нет в списке обвиняемых 1795 года. Предполагают, что его путали с другим именем — Умбер Анрио (фр. Humbert Henriot).
Определить деятельность Анрио в жизни своей секции довольно трудно, но можно быть уверенным, что он не был пассивным наблюдателем. Таким образом в докладе министра внутренних дел, жирондиста Ролана можно найти: «Анрио, командир батальона секции Санкюлотов, является сторонником Горы и Коммуны, радикальный представитель военной части своей секции». В это время, Анрио живёт по адресу rue de la Clef, улицу, которая не изменила свое название с 18-го века. Дом № 21, где Анрио жил, был снесён в 1907 году.

## Командующий национальной гвардии
В мае 1793 года Анрио активно участвует в борьбе против жирондистской части Конвента. Один из составителей обращения секции Санкюлотов к Конвенту. В отсутствие Сантера, который был послан в Вандею на подавление контрреволюционного восстания, назначается временным главнокомандующим национальной гвардии Парижа, что говорит о его известности в секциях и доверии к нему лидеров восстания. Из записок Шометта о событиях 31 мая - 2 июня: — «Революционный Генеральный Совет назначает гражданина Анрио, командующего силами секции Санкюлотов, временным главнокомандующим. Мгновенно создается новый штаб, который приносит революционную присягу. Каждый офицер на своем посту ожидает приказов командующего, и все граждане готовы выступить по первому сигналу». Первой заботой Анрио было установление контроля над ключевыми позициями столицы — Арсенал (фр. Bassin de l'Arsenal), Пале-Рояль и мост Пон-Нёф. Он приказывает закрыть городские заставы и арестовать подозрительных.
В ночь 1 на 2 июня революционный комитет по согласованию с Коммунной приказал Анрио «окружить Конвент вооруженной силой, достаточной, чтобы вызывать уважение, и чтобы вождей заговора можно было арестовать в течение дня в случае если Конвент откажется удовлетворить справедливые требования парижских граждан». Были отданы приказы о запрещении жирондистских газет и аресте их редакторов.

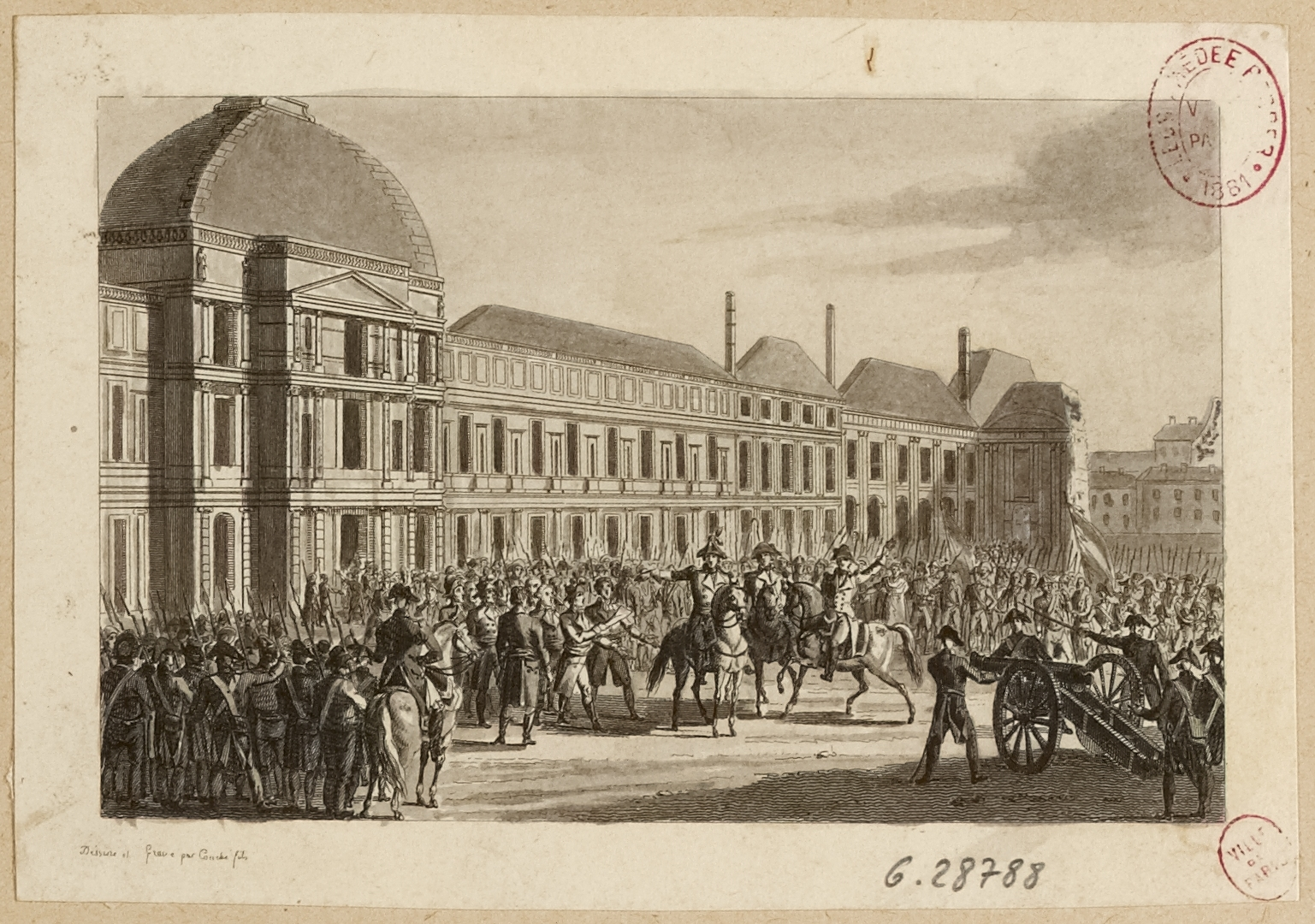
Восстание 31 мая — 2 июня 1793

На следующий день, 2 июня, город с раннего утра был уже на ногах. Национальная гвардия окружила Конвент. Анрио привел к Конвенту всю артиллерию 163 пушки со всех сторон навели на Конвент свои жерла. Кроме национальной гвардии Революционный комитет мобилизовал санкюлотов секций. Стотысячная армия заняла все прилегающие к Конвенту улицы. Чтобы предотвратить всякий повод к кровопролитию и пользоваться вооружённой силой только как давление на Конвент, Анрио расположил в первых рядах наиболее надёжные батальоны национальной гвардии. Анрио отдал строгий приказ не впускать и не выпускать ни одного депутата в зал заседаний.
В Конвенте, депутат Лакруа вбежал в зал и, бросившись к трибуне, объявил, что ему не позволили выйти и что Конвент более не свободен. Большая часть собрания пришла в негодование против Анрио и его войск. Барер предлагает Конвенту выйти к народу. «Депутаты! — говорит он, — позаботьтесь о своей свободе; прервём заседание и заставим штыки, которыми нам угрожают, опуститься перед нами».
И Конвент, кроме около 30 депутатов Горы, во главе со своим президентом Эро де Сешелем попытался в театральном шествии пройти сквозь стену стали, окружавшую их. У ворот, ведущих к площади Карусель, их путь преградил Анрио на коне, с саблей в руке, в окружении своего штаба и национальных гвардейцев. «Чего требует народ? — спросил президент Эро де Сешель — Конвент заботится исключительно о его счастьи». «Эро,— ответил Анрио, — народ восстал не для того, чтобы услышать очередные фразы. Он требует двадцать два предателя. Если в течение часа народ их не получит, я превращу твой Конвент в груду развалин!». «Выдай нас всех!» раздались голоса вокруг президента. Анрио повернулся к своим артиллеристам и отдал приказ: «Canonniers, a vos pieces!» (Канониры, к орудиям!).
11 июня на заседании восставшей Коммуны Анрио слагает свои полномочия временного командующего  национальной гвардии. Напряжённость и неопределённость обстановки в Париже после восстания особенно показательна во время выборов постоянного командующего 16 июня. Анрио остаётся кандидатом радикально настроенных секций и Коммуны. И всё же в первом туре, Рафе (фр. Raffet), кандидат более умеренных секций набирает больше голосов — 4 956 против 4 575. Окончательное голосование запланировано на субботу, 29 июня, секции созываются в 4 часа дня. Секционные активисты усиливают давление в секциях за кандидатуру Анрио, вплоть до того, что Парижская Коммуна открыто заявляет, что не утвердит кандидатуру Рафе в случае избрания. В результате такого давления Анрио побеждает. Из 15 334 поданных голосов он собрал 9 034, а Рафе — 6 095; 155 голосов признаны недействительными. 3 июля 1793 года произведён в бригадные генералы, а после событий 5 сентября присвоено звание дивизионного генерала 19 сентября 1793 года.

## Термидор

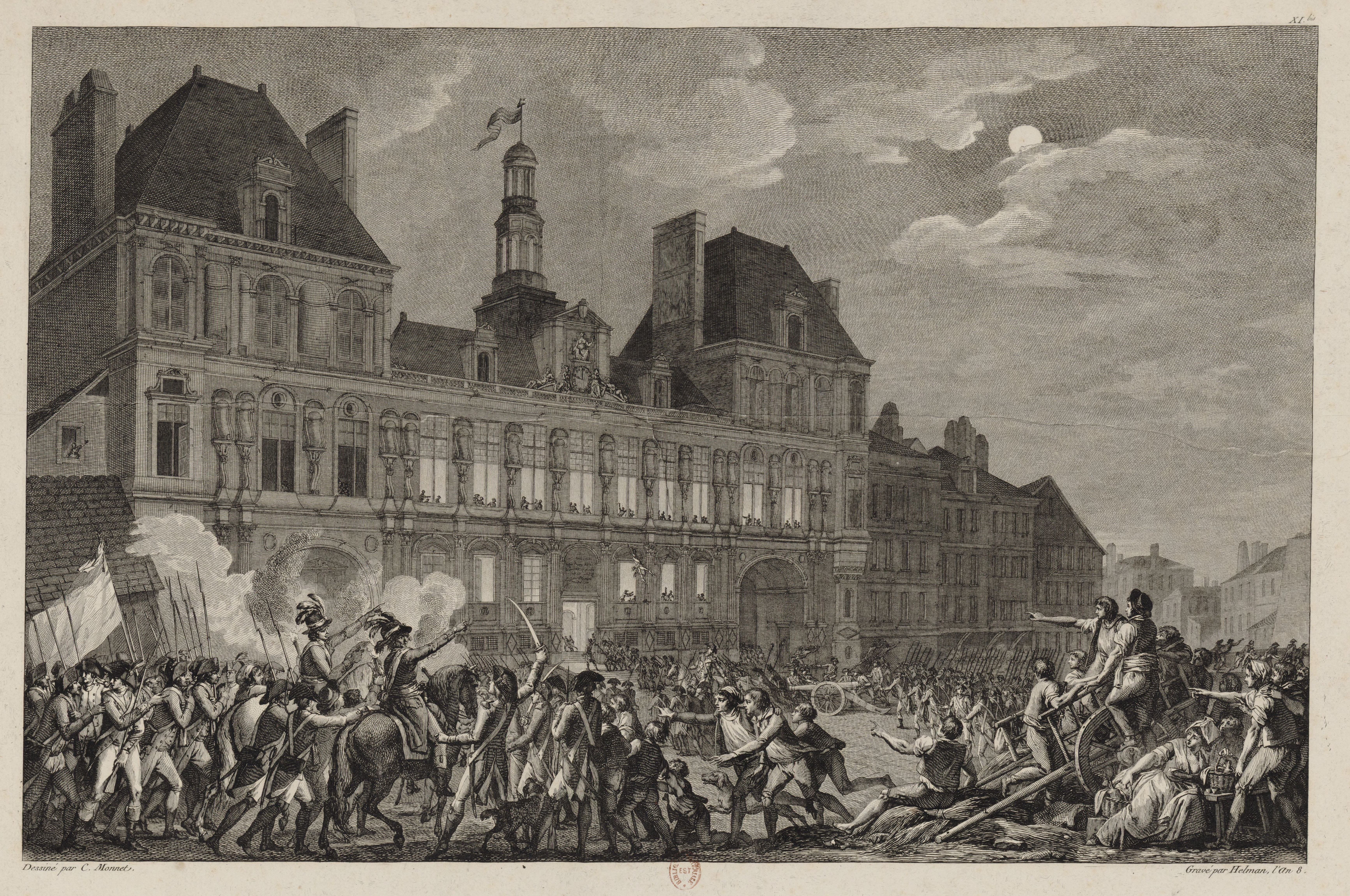
9 термидора II года

9 термидора кризис в правительстве достиг пика. В Конвенте Робеспьеру и его сторонникам не было позволено говорить, и против них был объявлен обвинительный декрет. Было также постановлено арестовать Анрио и Дюма, председателя Революционного трибунала, оба сторонники Робеспьера — лишить «тирана» Робеспьера его генерала и его судью. Конвент декретировал эти аресты. По дополнительному предложению Дельмаса было решено арестовать помощника и адъютантов Анрио.
События оказались полной неожиданностью для всех. Коммуна отказалась выполнять приказы Конвента. У всех на памяти были события 10 августа и 31 мая — был механизм восстания и участники, тем более Анрио, как командующий национальной гвардии, опыт и роль в восстании против Жиронды. Но в этот раз обстоятельства были другие. Коммуна и секции были наполнены ставленниками и агентами комитетов. Уничтожение эбертистов и подавление активистов секций породило апатию и чувство подчинения правительству. Механизм восстания был повреждён, к чему политика якобинского правительства, включая и самих робеспьеристов, и вела в предыдущие месяцы. «Революция оледенела, все её принципы ослабли, остался лишь красный колпак на головах интриги» — записал Сен-Жюст в это время. К тому же 5 термидора (23 июля) Коммуна опубликовала новый максимум (фр. maximum des salaires), лимитирующий заработную плату наёмных работников (в некоторых случаях вдвое) и вызвавший резкий протест в секциях.

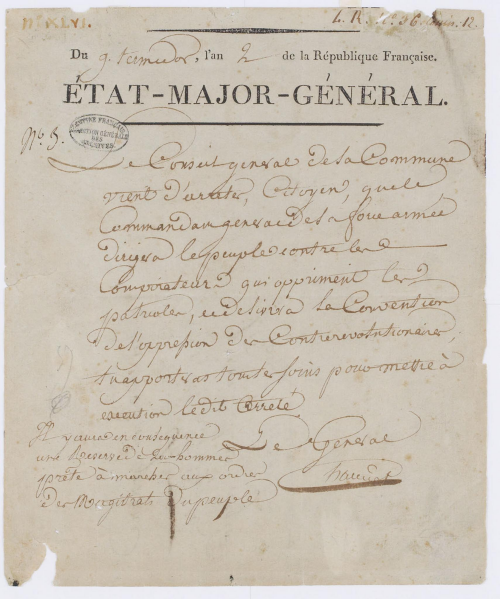
Приказ Анрио командиру 6 легиона секций 9 термидора

После получения новостей из Конвента мэр Парижа Флерио-Леско отдаёт приказ закрыть городские заставы, бить в набат и призывает секции Парижа присоединиться к восстанию. Анрио сразу начинает отдавать распоряжения национальной гвардии, командирам шести легионов — разместить 400 гвардейцев у ратуши Коммуны (фр. Hôtel de Ville de Paris), мобилизовать конную жандармерию и прислать артиллерию секций. Казалось, Анрио принял все меры для мобилизации вооружённых сил в поддержку восставшей Коммуны, но последующие события показали, что всё было не так просто. Секции и Якобинский клуб объявляют непрерывность заседаний. Из 48 секций Парижа 27 запросили инструкции у Коммуны, но только 16 послали национальную гвардию.
Затем Анрио с несколькими жандармами пытается освободить арестованных депутатов. В порыве безрассудной отваги, он бросился в Комитет общественного спасения, надеясь освободить Робеспьера, но был арестован сам. Генеральный совет Коммуны узнал об аресте Анрио около 6 часов. Муниципалитет призывает собравшихся перед ратушей гвардейцев: «нужно освободить арестованных патриотов. Вперёд, канониры, вперёд граждане, спасем родину ещё раз!» (фр. "Il faut nous transporter à la Convention pour demander la liberté des patriotes. Allons, canonniers, allons citoyens, et sauvons encore une fois la patrie!"). Коффиналь во главе верных Коммуне войск ворвался в Конвент, нашел там Анрио и освободил его. Многие историки — Матьез, например, включая и советских историков (Волгин, Тарле, Манфред), считали, что Анрио допустил роковую ошибку не захватив Конвент и арестовав заговорщиков. Однако, при прочтении источники, которые приводят историки XIX века Бюшез, Тьер, Амель, можно заключить, что Анрио скорее всего не мог этого сделать в тот момент. Войска Коффиналя с радостью освободили Анрио, своего командующего, но это вовсе не означало, что они готовы были направить свои ружья против Конвента. Анрио приказывает вернуться к ратуше.
Один за другим арестованные депутаты собираются в Ратуше. У Коммуны больше войск. Но постепенно волна противостояния начала поворачиваться в пользу Конвента. Некоторые секции начали отзывать свои батальоны от защиты Коммуны и посылать их на сторону Конвента. Решающим событием, однако, оказался страшный ливень, разразившийся над Парижем. Толпы санкюлотов просто разбежались по домам. Когда Анрио приказал осветить факелами всю площадь, он никого не увидел. К 1 часу  утра 10 термидора последние 200 канониров секции Финистер (фр. Finistère) Сен-Марсельского предместья покинули Гревскую площадь.
Около 2 часов утра, две колонны Конвента, одна, во главе с Баррасом и национальной гвардией западных кварталов, и другая, Леонара Бурдона с гвардейцами секции Гравилье, находят площадь перед Ратушей опустевшей. Войска Конвента врываются в зал заседаний. Леба совершает самоубийство, Огюстен Робеспьер бросается из окна и ломает ногу, паралитика Кутона, пытавшегося перерезать вены, в коляске столкнули вниз по лестнице, в результате чего он получил массу переломов.  Сам Анрио упал из окна, но более-менее удачно: упав на большую
кучу навоза, он оставался там до следующего утра, пока жандармы его не обнаружили. У Робеспьера выстрелом из пистолета пробита щека и раздроблена челюсть.
Все арестованные (22 человека) были доставлены в Комитет общественной безопасности. 10 термидора в полдень по приказанию Бийо-Варенна осуждённых перевели в тюрьму Консьержери. Анрио и Робеспьера-младшего нашли во внутреннем дворе ратуши спустя несколько часов в бессознательном состоянии. Даже покончившего с собой Леба повезли на эшафот. Вечером 10 термидора (28 июля 1794) Робеспьер, Сен-Жюст, Кутон, Анрио и их сторонники были казнены без суда и следствия. На следующий день был казнён семьдесят один функционер восставшей Коммуны — крупнейшая массовая казнь за всю историю революции.